# روو بلانش
رُوو بلانش (به فرانسوی: La Revue Blanche) نام مجله‌ای پیشرو که به کوشش برادران ناتانسون در فرانسه انتشار یافت. این نشریه بین سال‌های ۱۸۸۹ تا ۱۹۰۳ فعالیت داشت. روو بلانش سخنگوی نیمه رسمی سمبولیست‌ها بود. مارسل پروست و آلفره ژاری از نویسندگان مجله روو بلانش بودند.